# Sakurajima
Der aktive Vulkan Sakurajima (japanisch 桜島 „Kirschblüteninsel“) liegt in der Präfektur Kagoshima auf Kyūshū in Japan. Er gehört zum Verwaltungsgebiet der Stadt Kagoshima und entstand vor etwa 13.000 Jahren als Vulkaninsel im Süden der Aira-Caldera, die weitere rund 9.000 Jahre zuvor entstanden war und den Nordteil der Kagoshima-Bucht bildet.
An seiner Westseite liegen mehrere kleine Orte und heiße Quellen (Onsen).

## Vulkanische Aktivität

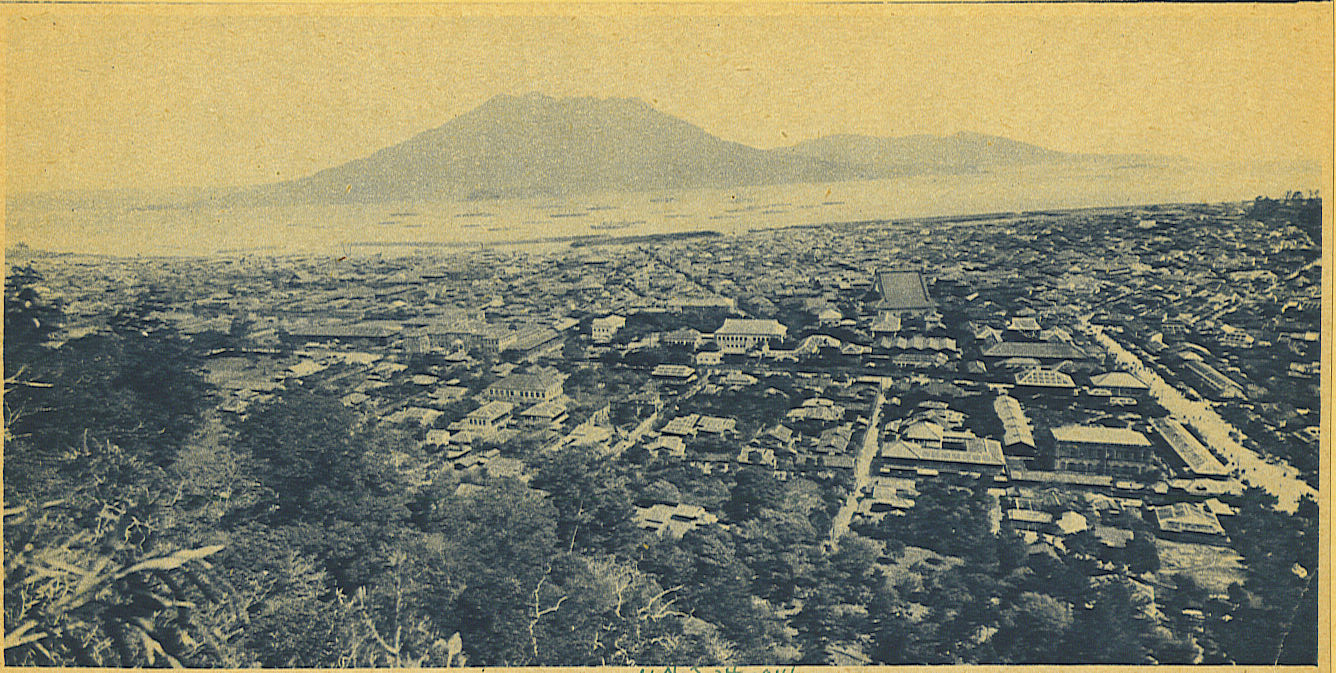
Kagoshima staubbedeckt nach der Eruption von 1914

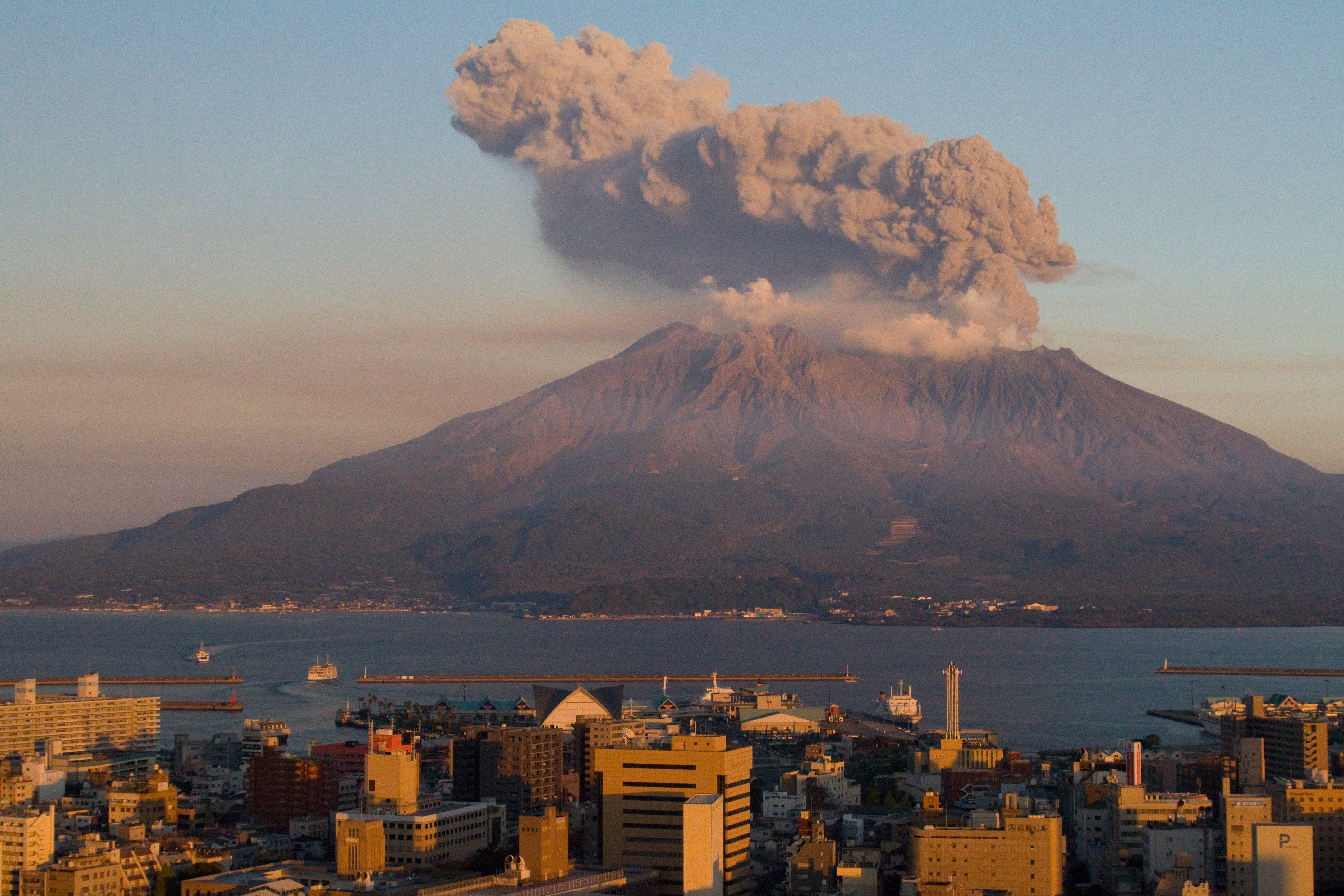
Sakurajima, 23. November 2009

Es handelt sich um einen der aktivsten Vulkane Japans mit kontinuierlicher vulkanischer Aktivität. Die heftigste Eruption in historischer Zeit ereignete sich zwischen 1471 und 1476 und erreichte die Stärke 5 auf dem Vulkanexplosivitätsindex. Während der Eruption von 1914 mit der Stärke 4 verband sich die Vulkaninsel an einer Stelle mit der Ōsumi-Halbinsel des Festlandes.
Am 13. März 2011 brach der Vulkan erneut aus und schleuderte Asche und Lava mehrere Kilometer in die Luft.
Eine weitere Eruption ereignete sich am 18. August 2013.
Zu einer erneuten, besonders heftigen explosiven Eruption kam es am 24. Oktober 2014. Innerhalb weniger Minuten schoss eine Aschewolke etwa 4 km in den Himmel.
Im August 2015 warnte die japanische Wetterbehörde vor einer möglichen neuen Eruption, die am 20. August ihren Anfang nahm, und verhängte die Warnstufe 4. Erst wenige Tage zuvor hatte der Betreiber Kyushu Electric Power als ersten japanischen Reaktor nach der Nuklearkatastrophe von Fukushima einen Block des Kernkraftwerks Sendai wieder hochgefahren, das etwa 50 Kilometer von dem Vulkan entfernt liegt.
Am 5. Februar 2016 kam es zu einem Ausbruch einschließlich etlicher die Ascheeruption begleitender Blitze.
Im September und im November 2019 ereigneten sich mehrere Eruptionen.
Am 24. Juli 2022 hat der Vulkan mit Auswurf glühenden Gesteins seine laufenden Eruptionen intensiviert. Es wurde die höchste Warnstufe ausgerufen und Dutzende Bewohner wurden zum Verlassen zweier Ortschaften aufgefordert.

## Vulkanisches Gewitter
Eine Besonderheit des Vulkans Sakurajima sind seine häufig zu beobachtenden schmutzigen Gewitter. Während eines Ausbruchs bauen sich durch die Reibung von Aschepartikeln elektrische Spannungen auf, die sich dann in zuckenden Blitzen entladen.

## Tourismus

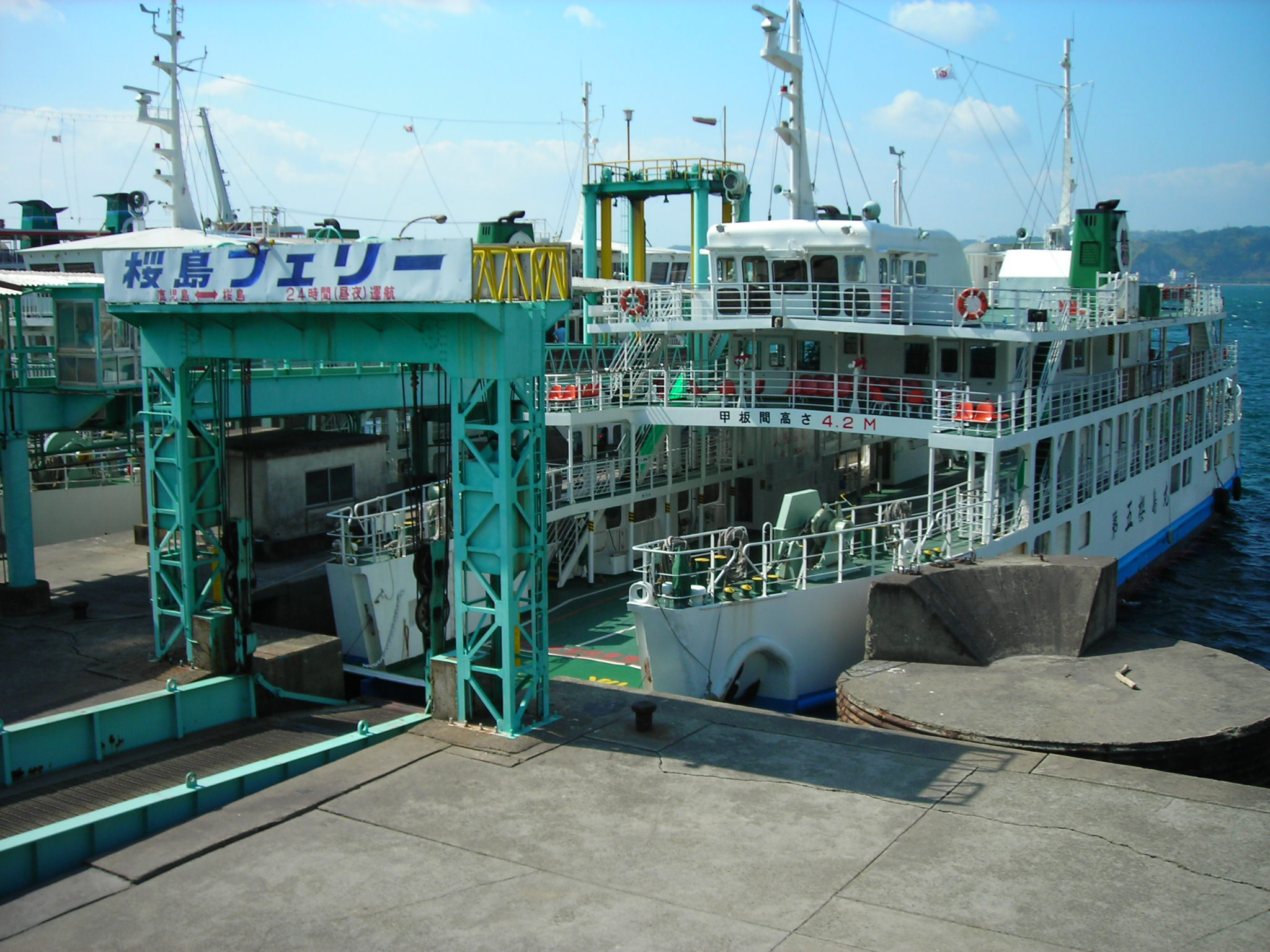
Sakurajima-Fähre

Der Vulkan liegt direkt gegenüber dem Stadtzentrum von Kagoshima. Er kann ganztägig mit einer Fähre erreicht werden.